# Japanski crni bor
Japanski crni bor (crni bor, japanski crni bor,  i japanski bor,lat. Pinus thunbergii, sin: Pinus thunbergiana), je istočnoazijski bor porijeklom iz obalnih područja Japana (Kyūshū, Shikoku i Honshū) i Južne Koreje. 
Na korejskom se zove gomsol (ko. 곰솔), na kineskom hēisōng (zh. 黑松), a na japanskom kuromatsu (ja. 黒松)..

## Opis
Crni borovi mogu doseći visinu od 40 m, ali rijetko postiže ovu visinu izvan svog prirodnog staništa. Iglice su u pršljenu od dva s bijelim plaštem u bazi, dugačkim 7-12 cm; ženski češeri su 4–7 cm dugi, ljuskasti, s malim točkama na vrhovima ljuskica, koji zriju za dvije godine. Muški češeri su 1-2 cm dugi, u grozdovima od 12-20, na vrhovima proljetnog izrasta. Kora je siva na mladim stablima i malim granama, mijenja se u crnu i pločastu na većim granama i na deblu; postajući prilično gusta na starijim deblima.

## Ekologija
U Sjevernoj Americi ovo je drvo ugroženo od strane jedne vrste nematode, Bursaphelenchus xylophilus, koja se širi pomoću buba. Nakon toga, gljivica plavih mrlja napada već načetu biljku, što dovodi do brzog propadanja i smrti. Ova nematoda je slučajno uvedena u Japan, što je dovelo do ugrožavanja vrste u njezinom rodnom području. 

## Uporaba
Zbog otpornosti na zagađenje i sol popularno je vrtlarsko stablo. U Japanu se naširoko koristi kao vrtno stablo. Debla i grane treniraju se od malih nogu kako bi bili elegantni i zanimljivi za gledanje. To je jedan od klasičnih bonsai tema, zahtijeva veliko strpljenje više godina da bi ga se pravilno treniralo. 

## Galerija
- Kora bora u Enoshimi
- Pinus thunbergii var. Thunderhead

## Vanjske poveznice
|  | Zajednički poslužitelj ima stranicu o temi Pinus thunbergii    |
|  | Zajednički poslužitelj ima još gradiva o temi Pinus thunbergii |
|  | Wikivrste imaju podatke o taksonu Pinus thunbergii             |

- Četinari širom svijeta: Pinus thunbergii - japanski crni bor  Arhivirana inačica izvorne stranice od 29. rujna 2013. (Wayback Machine).